# Geniostoma grandifolium
Geniostoma grandifolium är en tvåhjärtbladig växtart som beskrevs av B.J. Conn. Geniostoma grandifolium ingår i släktet Geniostoma och familjen Loganiaceae. Inga underarter finns listade i Catalogue of Life.